# Johann Christian Cramer
Johann Christian Cramer (o Jacobo Ludovico Cramer ( 1740 - 1807 ) fue un botánico alemán.

## Algunas publicaciones

### Libros
- 1803. Dispositio systematica plantarum: quae in systemate sexuali Linnaeano eas classes et ordines non obtinent, in quibus secundum numerum et structuram genitalium reperiri debent. Ed. Krieger, Marburg. xxxii + 215 pp.

- La abreviatura «Cramer» se emplea para indicar a Johann Christian Cramer como autoridad en la descripción y clasificación científica de los vegetales.[2]